# Opisthograptis ruficosta
Opisthograptis ruficosta är en fjärilsart som beskrevs av Barend J. Lempke 1951. Opisthograptis ruficosta ingår i släktet Opisthograptis och familjen mätare. Inga underarter finns listade i Catalogue of Life.